# Слава переможцам
«Сла́ва переможцам» («Слава победителям»; от укр. «Слава переможцям») — сорт яблони домашней. Летний или позднолетний сорт, осенний в центральных областях России. Получен в 1928 году гибридизацией сортов папировка и «Макинтош» на Млиевской станции имени Л. П. Симиренко.
На государственном испытании с 1948 года. Включен в государственный реестр в 1975 году по Центрально-чернозёмному (Белгородская область, Курская область), Северо-Кавказскому (Дагестан, Кабардино-Балкария, Краснодарский край и Адыгея, Ростовская область, Северная Осетия, Ставропольский край и Карачаево-Черкесия, Чечня, Ингушетия) и Нижневолжскому (Астраханская область) регионам.

## Описание сорта
Дерево сильнорослое, с пирамидальной кроной. Высокоурожайный, среднескороплодный сорт (вступающий в плодоношение на четвёртый-шестой год выращивания), относительно устойчивый к парше.
Плоды светлые с румянцем, с гладкой кожицей; крупные или средние, продолговато-округлые, иногда слабоконические в верхней части, ровные (иногда с едва заметным ребром), хранятся до ноября.
Вкус кисло-сладкий, сильный аромат.
Плоды легко перезревают, поэтому следует собирать их своевременно.

## В культуре
Отличается высокой урожайностью и зимостойкостью деревьев, высокими качествами плодов. К недостаткам можно отнести: низкую засухоустойчивость и загущённость кроны (что требует регулярной обрезки). В селекции сорт ценен для передачи признаков десертного вкуса, высокого товарного вида плодов. С его участием создано много сортов яблони на Украине, Северном Кавказе и других регионах бывшего Союза.